# Царе на Елида
Това е списък на известните царе на Древна Елида.

## Царе на Елида
- Етлий, първият цар на Елида
- Ендимион, син на Етлий
- Етол (син на Ендимион)
- Пеон (син на Ендимион)
- Епей, син на Ендимион
- Актор
- Авгий
- Агастен
- Поликсен
- Амфимах (син на Поликсен,
- Елей
- Форбант (син на Лапит)
- Оксил
- Пелопс
- Филей
- Салмоней